# Герб Седнева
Герб Се́днева — официальный геральдический символ посёлка Седнев Черниговской области.
Современный герб был принят 22 августа 2006 года. На лазурном поле помещена серебряная каменица, над ней — рука в серебряных доспехах, держащая воздетую саблю. Между рукой и саблей расположен золотой лапчатый крест. Геральдический щит обрамлён декоративным картушем и покрыт серебряной городской короной с тремя башенками. Изображения руки с саблей и креста использовались на гербе Лизогубов, родовое поместье которых находилось в Седневе.
Первый известный символ Седнева встречается на печати 1691 года: кавалерский крест с сиянием, над ним — две шестиугольные звезды, внизу — полумесяц. Щит окаймлён фрагментами бароккового картуша. Печать сотенной канцелярии, которая использовалась с 1747 по 1781 год, имеет другой рисунок: в покрытом короной барокковом картуше расположена птица (вероятно, лебедь или гусь). Изображение птицы может происходить из польского дворянского герба «Лабэндзь» или «Папарона», который мог принадлежать представителю сотенной старшины Седнева.
- Герб Лизогубов
- Каменица Лизогубов в Седневе